# 黑腹蜂鸟
黑腹蜂鸟（学名：Eupherusa nigriventris），是雨燕目蜂鸟科的一种鸟类。
黑腹蜂鸟体重约3.5克，翼长约46.8毫米，嘴峰长约16.1毫米，喙宽度约1.6毫米，喙厚度约1.7毫米，跗蹠长约4毫米，尾长约27毫米。黑腹蜂鸟在其分布区内为留鸟，其栖息在密集的高大树木组成的森林中，食性为草食性，主要食物来源是植物的花蜜。
黑腹蜂鸟分布于哥斯达黎加中部和巴拿马极西地区的山地森林。该物种是单型物种，没有亚种分化。